# Cerodontha churchillensis
Cerodontha churchillensis är en tvåvingeart som beskrevs av Spencer 1969. Cerodontha churchillensis ingår i släktet Cerodontha och familjen minerarflugor. Arten är reproducerande i Sverige. Inga underarter finns listade i Catalogue of Life.